# NFダイニング
株式会社NFダイニング（エヌエフダイニング、NF：natural&freshから取ったもの）は、東京都江東区に本社を置き、江東区辰巳に店舗を構える。すしてりあの創業は1985年（昭和60年11月）。
宅配弁当やイベント、ロケ、展示会の弁当配達などを主に数量の多いお弁当の場合は、東京だけでなく、神奈川、埼玉、千葉などにも配達を行う。
集団給食施設調理業務や集団支援施設などの事業も手掛ける。

## 概要
- 1985年11月 すしてりあ辰巳店開店
- 1988年5月 有限会社長塚設立（のちの株式会社NFダイニング）
- 1996年3月 食材（弁当・惣菜・冷食）の日配サービス開始
- 1999年8月 学校法人順天学園高等学校給食・厨房プロデュース協力
- 2001年4月 給食施設食堂運営受託拡大
- 2005年12月 すしてりあ辰巳店改装
- 2007年2月 有限会社長塚を株式会社NFダイニングに変更、設立
- 2007年8月 日本テレビ制作『20世紀少年』第二章・最終章 出演者用・スタッフ用・エキストラ用弁当製造販売、協力
- 2008年3月 集団支援施設宅配弁当サービス開始

## 営業地域
江東区辰巳近隣への配達を主とするものの、注文数量や状況によっては、東京全域や千葉県、神奈川県、埼玉県にもお弁当の配達を行う

## すしてりあ
小僧寿しチェーンから独立し、お弁当とお寿司を組み合わせ販売するところから始まっている。従って屋号も”すし”と入っている。現在はお寿司の販売はしていないものの、屋号は慣れ親しんだものとして、残している。以前は、辰巳店のほかに三軒茶屋店などもあったが、現在はこの辰巳店のみになっている。